# Râul Bazoșina
Râul Bazoșina este un curs de apă afluent al râului Iarcoș.

## Hărți
- Harta județului Timiș